# ترينت إدواردز
ترينت إدواردز (بالإنجليزية: Trent Edwards)‏ هو لاعب كرة قدم أمريكية أمريكي، ولد في 30 أكتوبر 1983 في لوس غاتوس في الولايات المتحدة.

## وصلات خارجية
- ترينت إدواردز على موقع إي إس بي إن.كوم (أن.أف.أل)3
- ترينت إدواردز على موقع مرجع كرة القدم المحترفة.كوم (الإنجليزية)
- ترينت إدواردز على موقع كلية كرة القدم في سبورتس رفرنس.كوم (الإنجليزية)
- ترينت إدواردز على موقع IMDb (الإنجليزية)